# برايان ماكلويد
برايان ماكلويد (بالإنجليزية: Brian MacLeod)‏ هو كاتب أغاني أمريكي، ولد في 27 أبريل 1962.

## وصلات خارجية
- برايان ماكلويد على موقع IMDb (الإنجليزية)
- برايان ماكلويد على موقع ميوزك برينز (الإنجليزية)
- برايان ماكلويد على موقع أول ميوزيك (الإنجليزية)
- برايان ماكلويد على موقع ديسكوغز (الإنجليزية)